# 442省道 (安徽省)
安徽442省道，简称博馬路，是安徽省的一条省级干线公路。 442省道起于博望区博望镇皖蘇省界，终于馬鞍山市花山區雨山東路。途经博望区博望镇、丹陽镇、向山镇，花山區。
澄心路口至薛向路口段，一期2023年4月28日完工通车，二期最后一公里用地因涉及当涂县灵虚山矿山土地暂未建设。